# Eudosso di Cnido
Eudosso di Cnido (in greco antico: Εὔδοξος ὁ Κνίδιος?, Éudoxos ho Knídios; Cnido, 408 a.C. – 355 a.C. o 353 a.C.) è stato un matematico e astronomo greco antico, a cui sono attribuiti risultati di grande importanza, fondamentali per il costituirsi della matematica come scienza. L'anno di nascita è incerto, potrebbe essere compreso tra il 408 a.C. e il 406 a.C..
Eudosso fu studioso e studente di Platone, ma anche di Archita, dal quale apprese la geometria, e di Filistione di Locri dal quale conobbe la medicina. Dato che tutti i suoi lavori sono andati persi, la nostre conoscenze su di lui sono ottenute da fonti secondarie, come i poemi astronomici di Arato.
Il trattato di Teodosio di Bitinia Sphaericae è probabilmente basato su un lavoro di Eudosso.
Allievo di Archita di Taranto, da lui si presume sia stato avviato allo studio del problema della duplicazione del cubo, dei numeri interi e della teoria della musica.

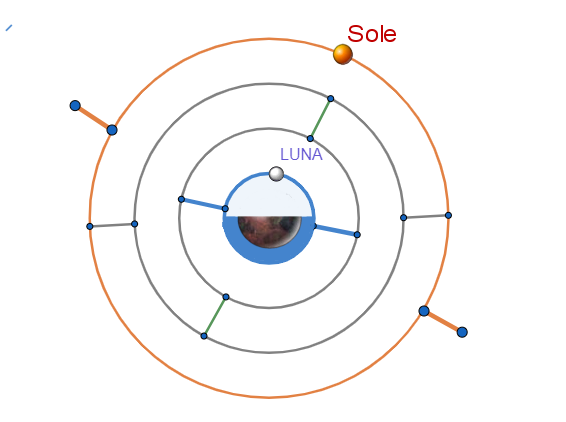
Schema semplificato delle prime 4 sfere omocentriche, su un totale di 27, del modello cosmico di Eudosso secondo Giovanni Schiaparelli.

A Cnido costruì un osservatorio astronomico e da lui vennero identificate varie costellazioni.
Secondo Archimede sviluppò la teoria delle proporzioni che consentì di superare le difficoltà che si incontrano per trattare i numeri irrazionali; questa teoria sarà ripresa negli Elementi di Euclide e in sostanza consente di trattare rigorosamente i numeri reali pensati come rapporti di grandezze.

## Biografia e opere

### Il periodo presso Platone
Intorno al 387 a.C., all'età di 23 anni, viaggiò con il medico Teomedone, che, secondo Diogene Laerzio, si diceva fosse il suo amante, verso Atene per studiare con i seguaci di Socrate. Divenne infine studente di Platone con cui studiò per molti mesi ma, a causa di un disaccordo, Eudosso fu allontanato dal filosofo delle idee. Sappiamo che Eudosso era abbastanza povero.

### La permanenza in Egitto
Successivamente i suoi amici ottennero i fondi necessari per mezzo del re di Sparta Agesilao per mandarlo ad Eliopoli, in Egitto per conto del faraone Nectanebo, per proseguire i suoi studi di astronomia e matematica. Visse là per 16 mesi e fu allievo di Conufis sacerdote e scienziato di Menfi.
Si spostò poi nel nord, verso Cizico, che si trova sulla costa sud del Mar di Marmara. Viaggiò in seguito verso sud stabilendosi alla corte di Mausolo. Durante i suoi viaggi raccolse intorno a sé molti studenti.

### Il ritorno ad Atene
Intorno al 368 a.C. tornò ad Atene con i suoi studenti ed infine alla nativa Cnido dove prestò servizio per l'assemblea cittadina. Mentre era nel suo paese costruì un osservatorio astronomico e da lui vennero identificate varie costellazioni.
Continuò inoltre a scrivere e leggere di teologia, astronomia e meteorologia. Ebbe un figlio, Aristagora, e tre figlie, Actis, Philtis e Delphis.

### Opere
In astronomia matematica la sua fama si deve all'introduzione del mappamondo astronomico e ai suoi pionieristici contributi per comprendere il moto dei pianeti.
Secondo Archimede, egli sviluppò la teoria delle proporzioni, con la quale mostrò un grandissimo intuito per i numeri, che consentì di superare le difficoltà che si incontrano per trattare in modo rigoroso le grandezze matematiche continue e non limitarsi agli strumenti costituiti dai numeri interi e dai numeri razionali.
Quando fu ripreso da Tartaglia e altri, nel XVI secolo, tutto ciò divenne la base per gli studi scientifici, per decenni, fino a che non venne rimpiazzato dal metodo algebrico di Cartesio.
Le sue idee verranno riprese con piena consapevolezza anche da Julius Dedekind nel XIX secolo, ispirando la sua definizione delle sezioni del campo dei razionali.
Eudosso sviluppò il metodo di esaustione di Antifonte, che sarà usato in modo magistrale da Archimede, e la dimostrazione rigorosa delle formule che forniscono i volumi del cono e della piramide.
Il lavoro di Eudosso e Archimede come precursori del calcolo infinitesimale verrà superato in sofisticatezza e rigore matematico solo dal matematico indiano Bhaskara II (1114-1185), da Isaac Newton (1642-1727) e da Gottfried Leibniz (1646-1716).
Ad Eudosso sembra che si debba attribuire una delle prime misurazioni del meridiano terrestre, che corrisponderebbe a un valore di 74 000 chilometri circa.
Infine, va ricordato che scrisse un'opera di geografia in sette libri intitolata Lo studio della Terra.
Gli è attribuito il V libro degli Elementi di Euclide.

## Eudosso e la matematica
I seguaci di Pitagora scoprirono che la diagonale di un quadrato non ha una unità di misura comune con i lati del quadrato, questa è la famosa scoperta che la radice quadrata di due non può essere espressa come rapporto di due numeri interi. Questa scoperta ha annunciato l'esistenza di incommensurabili quantità oltre ai numeri interi e le frazioni razionali, ma allo stesso tempo ha “lanciato” il dibattito sull'idea di misure e calcoli in geometria come insiemi. Per esempio Euclide fornisce un'elaborata prova del teorema di Pitagora, usando la somma delle aree invece della più semplice dimostrazione dei triangoli simili, che si basa su rapporti di segmenti lineari.
Gli antichi matematici greci non calcolavano con incognite ed equazioni come noi oggi, usavano invece proporzioni per esprimere le relazioni tra le quantità. Per questo il rapporto tra due quantità simili, non era solo un valore numerale, come pensiamo oggi; il rapporto di due quantità simili era una relazione primitiva tra esse.
Eudosso fu capace di ricreare fiducia nell'uso delle proporzioni, fornendo un'incredibile definizione del significato di uguaglianza tra due rapporti. Questa definizione di proporzione è l'oggetto del V libro di Euclide.
Nella definizione 5 del V libro di Euclide leggiamo: «Si dice che una prima grandezza è con una seconda nello stesso rapporto in cui una terza è con una quarta, quando, se si considerano equimultipli qualsiasi della prima e della terza e altri equimultipli qualsiasi della seconda e della quarta, i primi equimultipli sono ambedue maggiori o minori o uguali, degli altri equimultipli presi nell'ordine corrispondente.».
Lasciateci chiarire con una annotazione moderna. Se prendiamo 4 quantità a, b, c, d, e la prima e la seconda hanno un rapporto a/b, e similmente la terza e la quarta hanno un rapporto c/d.
Ora, per dire che a/b = c/d possiamo proseguire in questo modo:
Prendendo 2 qualsiasi numeri interi, m e n, essi formano gli equimultipli m*a e m*c del primo e del terzo, così come formano i due equimultipli n*b e n*d del secondo e del quarto.
ora, se m*a > n*b dobbiamo anche ottenere che m*c > n*d (e così via con = e <)
Si nota che la definizione dipende dal paragone tra le quantità simili m*a e n*b e le quantità simili m*c e n*d e non dipende dall'esistenza di una comune unità di misura di queste quantità.
La complessità della definizione riflette la profonda innovazione concettuale e metodologica coinvolta. Ciò riporta alla mente il famoso V postulato di Euclide riguardante le parallele, che è molto più estensivo e complicato nelle sue parole rispetto agli altri postulati.
La definizione di Eudosso di proporzione usa i quantificatori “per ogni….” Per sfruttare l'infinito e l'infinitesimale, come la moderna definizione epsilon-delta di limiti e continuità.

## Eudosso e l'astronomia
Nell'Antica Grecia l'astronomia era un ramo della matematica; gli astronomi cercavano di creare modelli geometrici che potessero imitare il movimento celeste. Identificare il lavoro astronomico di Eudosso come una categoria separata dalla matematica è perciò una convenienza moderna. Alcuni dei testi astronomici di Eudosso il cui solo nome è sopravvissuto sono:
1. Eclissi di Sole – possibilità di eclissi;
2. Ottateride (Ὀκταετηρίς) – su un ciclo lunare/solare di otto anni;
3. Phaenomena (Φαινόμενα) e Entropon (Ἔντροπον) - sull'astronomia sferica, probabilmente basata su osservazioni fatte in Egitto e a Cnido;
4. In Movimento – sui movimenti planetari.

Siamo abbastanza informati sul contenuto dei Phaenomena di Eudosso, perché esso fu la base per il poema con lo stesso nome di Arato di Soli.

### Modelli planetari di Eudosso

Animazione che raffigura due sfere omocentriche secondo il modello di Eudosso, ciascuna delle quali ruota con lo stesso periodo ma in direzioni opposte, mentre il pianeta intorno alla Terra segue un moto retrogrado disegnando un ippopede, cioè una figura a forma di 8.

Un'idea generale sul contenuto di In Movimento può essere dedotta dalla Metafisica di Aristotele, e da un commentario di Simplicio del VI secolo al De caelo aristotelico.
La fama di Eudosso è legata soprattutto allo sviluppo delle sfere omocentriche, ossia di un modello di universo diviso in sfere aventi un unico centro di rotazione. Al centro Eudosso pose la Terra immobile, circondata da sfere soggette ognuna ad un diverso moto circolare uniforme. I pianeti erano collegati ad alcune sfere e ne seguivano il moto. La sfera più esterna conteneva le stelle fisse.
Il moto attribuito alla sfera delle stelle era la rotazione diurna attorno alla Terra immobile, mentre per i cinque pianeti degli antichi il moto veniva spiegato con una prima sfera che induceva un moto diurno, un'altra per il moto mensile ed infine una terza ed una quarta con diverso orientamento dell'asse per il moto retrogrado. Tenendo conto che il Sole e la Luna ne possedevano tre, si giunge ad un sistema di ben 26 sfere planetarie (4 x 5 pianeti + 3 x 2) cui ne va aggiunta una per le stelle fisse (totale 27). In tal modo seppur ignorando le variazioni di luminosità dei pianeti si provava a dare una prima spiegazione ai moti planetari.
In particolar modo, sviluppando i precedenti concetti, nelle ricostruzioni più moderne del modello di Eudosso, alla luna sono assegnate tre sfere:
La più lontana compie un giro completo verso ovest in 24 ore, giustificando albe e tramonti.
La seconda ruota verso est una volta al mese, spiegando il movimento mensile della Luna attraverso lo zodiaco.
La terza completa la sua rivoluzione in un mese ma il suo asse è inclinato con un'angolazione leggermente differente, spiegando movimenti latitudinali (deviazione dell'eclittica) e movimenti dei nodi lunari.
Anche al Sole sono attribuite tre sfere. La seconda completa il suo movimento in un anno anziché un mese. L'inclusione di una terza sfera implica che Eudosso credeva erroneamente che il Sole si muovesse in latitudine.
Vengono assegnate 4 sfere ciascuno ai cinque pianeti visibili (Venere, Mercurio, Marte, Giove e Saturno):
La più lontana spiega il movimento giornaliero.
La seconda illustra il movimento dei pianeti attraverso lo zodiaco.
La terza e la quarta insieme spiegano la retrogradazione, quando un pianeta sembra rallentare, poi brevemente inverte il suo movimento nello zodiaco.
Eudosso introdusse, inoltre, una più esatta conoscenza dell'anno tropico.

### L'importanza del sistema di Eudosso
Questo sistema fu perfezionato da Callippo di Cizico, un astronomo greco del quarto secolo, che aggiunse sette sfere alle originali 27 di Eudosso (alle 26 sfere planetarie di Eudosso aggiunse una sfera per le stelle fisse, per un totale di 34) e venne ripreso da Aristotele nella Metafisica. Esso inoltre è simile a quello pensato da Platone; ma, contrariamente a quanto talora affermato, oggi si ritiene che Eudosso non abbia tratto ispirazione da quest'ultimo.
Il principale difetto del sistema di Eudosso era l'incapacità di spiegare i cambiamenti della luminosità dei pianeti osservata dalla Terra. Dato che le sfere sono concentriche i pianeti devono sempre rimanere alla stessa distanza dalla Terra (problema che verrà risolto, nell’astronomia antica, con l’introduzione della combinazione di eccentrici, epicicli e dell’equante da parte di Claudio Tolomeo nel II secolo dopo Cristo).
Il modello di Eudosso non è in grado di riprodurre fedelmente il moto retrogrado di tutti i pianeti. Il moto di Giove e Saturno è molto simile al vero, mentre il moto di Marte, anche inclinando di angoli diversi le sfere, non assomiglia a quello reale.
Comunque l'importanza di Eudosso per l'Astronomia greca è stata considerevole, perché è stato il primo a tentare una spiegazione matematica del sistema dei pianeti.

## In onore di Eudosso
In suo onore è stato dato il suo nome a:
- la curva algebrica di equazione:

a2x4 = b4(x2 + y2)
- crateri sulla superficie di Marte e della Luna